# Boktai: The Sun Is in Your Hand
Boktai: The Sun Is in Your Hand (яп. ボクらの太陽 Бокура но тайё:, «Наше солнце» в Японии) — компьютерная ролевая игра для Game Boy Advance, разработанная подразделением Konami Computer Entertainment Japan и выпущенная Konami в 2003 году. В игре использовался инновационный картридж, который измерял уровень освещённости и тем самым влиял на игровой процесс. Продюсером игры стал японский геймдизайнер Хидэо Кодзима.

## Сюжет
Игровой мир переживает «Эпоху тьмы». Цикл жизни и смерти нарушен, люди стали умирать от тёмных проклятий, а на месте их стала появляться нежить. Выжившие же стали объектом охоты неких тёмных существ, называемых «Бессмертными».
Игра начинается в городе Сан-Мигель, который уже захвачен Бессмертными. Человечество находится на грани вымирания. В суматохе разрушения появляется таинственный мальчик по имени Джанго, способный с помощью своего «солнечного оружия» уничтожать полчища нежити и самих Бессмертных. Спасение мира с помощью солнечного света становится главной задачей протагониста.

## Игровой процесс
Игровой картридж был оснащён фотосенсором, измеряющим текущее воздействие света. Чтобы зарядить внутриигровое солнечное оружие, игрок должен взять свою консоль с картриджем на открытый воздух под воздействие солнечного света. Тем самым создателями игры преследовалась цель побудить игроков быть побольше на свежем воздухе. Если запас внутриигровой солнечной энергии иссякает, и нет возможности пополнить его от настоящего Солнца, игрок не сможет воспользоваться оружием, и игровой процесс становится на порядок сложнее. Однако всё время находиться под солнечным светом также не следует — оружие персонажа при непрерывной подзарядке от солнечной энергии может перегреться.
В начале игры игрок должен ввести текущее время и часовой пояс, после чего игра сможет предугадывать время восхода и заката настоящего Солнца и имитировать смену дня и ночи в игровом процессе. Таким образом время также оказывает существенное влияние на игровой процесс: ночью противники сильнее и опаснее, тогда как днём они не могут находиться под прямым солнечным светом. Фотосенсор не только регистрировал наличие солнечного света, но и его интенсивность — на рассвете оружие заряжается медленнее, чем в полдень.
Боевой режим игры фокусируется на скрытном прохождении и включает в себя такие подходы как удар в спину, оглушение и внезапные атаки. Скрытное прохождение поощряется общей оценкой прохождения уровня. Пройдя несколько подземелий, игрок достигнет уровня, на котором располагается Бессмертный — один из четырёх главных боссов игры. Бессмертного победить можно только с помощью специального оружия, которое работает только при настоящем солнечном свете.

## Критика
| Сводный рейтинг       | Сводный рейтинг |
| Агрегатор             | Оценка          |
| --------------------- | --------------- |
| GameRankings          | 79,72 %         |
| Metacritic            | 83/100          |
| Иноязычные издания    |                 |
| Издание               | Оценка          |
| Edge                  | 8/10            |
| EGM                   | 8,5/10          |
| Famitsu               | 36/40           |
| Game Informer         | 5/10            |
| GamePro               | [ 10 ]          |
| GameSpot              | 8,3/10          |
| GameSpy               | [ 11 ]          |
| IGN                   | 8,5/10          |
| Nintendo Power        | 4,4/5           |
| X-Play                | [ 13 ]          |
| Entertainment Weekly  | A               |
| Русскоязычные издания |                 |
| Издание               | Оценка          |
| «Страна игр»          | 8,0/10          |

Игра получила в целом положительные оценки, средний балл на Metacritic составил 83 из 100. В Японии игра получила от Famitsu Weekly оценку 36/40 и «платиновую» награду. Журнал Nintendo Power присудил игре 146 место в рейтинге Nintendo Power Top 200, в который вошли лучшие игры, издававшиеся на консолях Nintendo с 1985 по 2006 год.

## Продолжения
Игра получила два продолжения для Game Boy Advance: Boktai 2: Solar Boy Django и Shin Bokura no Taiyō: Gyakushū no Sabata (также известная как Boktai 3: Sabata’s Counterattack, выходила только в Японии). Обе игры также поставлялись с фотосенсором на картридже. Четвёртая игра, выпущенная для Nintendo DS под названием Lunar Knights (Bokura no Taiyō: Django & Sabata в Японии), уже не использовала сенсор, так как в Nintendo DS используются карты памяти вместо картриджей в качестве носителя информации.
Также по мотивам игры выходила манга Solar Boy Django за авторством Макото Хисоки в Shogakukan CoroCoro Comic с сентября 2003 по июль 2007 года.